# Quvenzhané Wallis
Quvenzhané Wallis (Houma, 28 augustus 2003) is een Amerikaans actrice. 

## Biografie
Voor haar debuutrol als Hushpuppy in de dramafilm Beasts of the Southern Wild (2012) werd ze op negenjarige leeftijd genomineerd voor een Oscar, als jongste actrice ooit. Voor dezelfde rol kreeg ze vijftien andere prijzen daadwerkelijk toegekend, waaronder een National Board of Review Award voor beste vrouwelijke doorbraak, een Satellite Award voor opvallend nieuw talent en een Young Artist Award voor beste hoofdrol van een jeugdige actrice.

## Filmografie
- 2024: Breathe - Zora
- 2022: American Horror Stories - Bianca
- 2021-2023: Swagger - Crystal
- 2019: Black-ish - Kyra
- 2016: Trolls - Harper (stem)
- 2015: Fathers and Daughters - Lucy
- 2014: Annie - Annie Bennett
- 2014: The Prophet - Almitra (stem)
- 2013: 12 Years a Slave - Margaret Northup
- 2012: Beasts of the Southern Wild - Hushpuppy

- Bibsys: 13013130
- Biblioteca Nacional de España: XX5339888
- Catàleg d'autoritats de noms i títols de Catalunya: 981058507877706706
- Gemeinsame Normdatei: 1034580124
- International Standard Name Identifier: 0000 0004 0174 8045
- Library of Congress Control Number: no2013013143
- MusicBrainz: 5398a39f-9298-4961-977d-59479727f97e
- Nationale Bibliotheek van Tsjechië: xx0223422
- Nationale Bibliotheek van Israël: 987007360425105171
- Nederlandse Thesaurus van Auteursnamen: 353826103
- Système universitaire de documentation: 169602818
- Virtual International Authority File: 296711815
- WorldCat: E39PBJhRC6ccTmrd4xXfpF4Dv3